# Mortal Kombat (soundtrack)
Mortal Kombat Soundtrack kompilacijski je album na kojem se nalaze pjesme koje se pojavljuju u filmu Mortal Kombat.

## Informacije o albumu
Album se sastoji od 17 pjesama koje su industrial, industrial rock, industrial metal i techno žanra.
U filmu se pojavljuju tri pjesme grupe Stabbing Westward:
- Lies,
- Lost i
- Can't Happen Here.

s njihova albuma Ungod. Ipak, sastav je smatrao da film neće postignuti dobar uspjeh u kinima te su zatražili da se njihove pjesme ne nalaze na službenom soundtracku.
Metalni vokal Burton C. Bell jedini je pjevač koji se pojavljuje na albumu dva puta. Prvi puta pojavljuje se u pjesmi "Zero Signal" svojeg sastava Fear Factory dok se drugi puta pojavljuje sa sastavom GZR u pjesmi "Invisible".

## Uspjeh
Film Mortal Kombat postigao je veliki uspjeh te je diljem svijeta zaradio preko 100 milijuna am. dolara. Kao i film, i sam soundtrack postigao je golemi uspjeh u kratkome roku. U svega 10 dana album je postigao platinastu nakladu. Njegova popularnost bila je inspiracija za stvaranje novog albuma Mortal Kombat: More Kombat sljedeće godine.
Allmusic je album ocijenio s 3 od mogućih 5 zvjezdica. 
| #   | Pjesma                                                | Izvođač                          | Trajanje |
| 1.  | "Taste Of Things To Come"                             | George S. Clinton                | 0:48     |
| 2.  | "Goodbye (Demo)"                                      | Gravity Kills                    | 3:11     |
| 3.  | "Juke Joint Jezebel (Giorgio Moroder Metropolis Mix)" | KMFDM                            | 5:16     |
| 4.  | "Unlearn (Josh Wink's Live Mix)"                      | Psykosonik                       | 4:50     |
| 5.  | "Control (Juno Reactor Instrumental)"                 | Traci Lords                      | 6:26     |
| 6.  | "Halcyon + On + On"                                   | Orbital                          | 9:24     |
| 7.  | "Utah Saints Take On The Theme From Mortal Kombat"    | Utah Saints                      | 3:00     |
| 8.  | "The Invisible"                                       | GZR                              | 3:43     |
| 9.  | "Zero Signal"                                         | Fear Factory                     | 5:57     |
| 10. | "Burn"                                                | Sister Machine Gun               | 4:45     |
| 11. | "Blood & Fire (Out Of The Ashes Mix)"                 | Type O Negative                  | 4:28     |
| 12. | "I Reject"                                            | Bile                             | 2:47     |
| 13. | "Twist The Knife (Slowly)"                            | Napalm Death                     | 2:51     |
| 14. | "What U See/We All Bleed Red"                         | Mutha's Day Out                  | 4:10     |
| 15. | "Techno-Syndrome 7" Mix (Theme From Mortal Kombat)"   | The Immortals                    | 3:24     |
| 16. | "Goro Vs. Art"                                        | George S. Clinton ft. Buckethead | 2:59     |
| 17. | "Demon Warriors/Final Kombat"                         | George S. Clinton                | 3:49     |

## Redoslijed pojavljivanja pjesama na filmu ovisno o sceni
1. "Techno-Syndrome 7" Mix (Theme From Mortal Kombat)"
  1. Uvodna špica prilikom "otvaranja" filma
  2. Liu Kang, Johnny Cage i Sonya u borbi protiv Shang Tsungovih maskiranih boraca
  3. Liu Kang u finalnoj borbi protiv Shang Tsunga
  4. Raiden, Liu Kang, Sonya, Kitana i Johnny Cage pripremljeni za borbu protiv Shao Kahna na kraju filma te nastavak kroz završne "creditse".
2. "What U See/We All Bleed Red"
  1. Sonya i Jax u potrazi za Kanom u noćnom klubu
3. "Can't Happen Here" (nije uključeno u soundtrack)
  1. Liu Kangov povratak u Hram Svjetla
4. "Lost" (nije uključeno u soundtrack)
  1. Borci kao predstavnici Zemlje na brodu koji plovi za Shang Tsungov otok
  2. Liu Kangov i Johnny Cageov odlazak u Outworld da spase Sonyu te borba protiv Shang Tsunga
5. "A Taste Of Things To Come"
  1. Sub-Zerova demonstracija moći protiv maskiranog borca
6. "Lies" (nije uključeno u soundtrack)
  1. Liu Kangova prva borba na turniru Mortal Kombat
7. "Juke-Joint Jezebel (Giorgio Moroder Metropolis Mix)"
  1. Borba Sonye protiv Kanoa
8. "Zero Signal"
  1. Borba Johnny Cagea protiv Scorpiona
9. "Twist the Knife (Slowly)"
  1. Scena u kojoj poraženi ratnici (predstavnici Zemlje) padaju na tlo nakon borbe protiv Goroa
10. "Goro vs. Art"
  1. Borba Goroa protiv Art Leana
  2. Credits
11. "Control (Juno Reactor Instrumental)"
  1. Borba Liu Kanga protiv Reptila
12. "Demon Warriors/Final Kombat"
  1. Borba Liu Kanga protiv Shang Tsunga te tisuće zarobljenih duša mrtvih ratnika koje Shang Tsung posjeduje
13. "Halcyon + On + On"
  1. Scena u kojoj duše mrtvih ratnika postaju oslobođene od Shang Tsunga kao i sljedeća scena u kojoj se Liu Kang, Sonya, Johnny Cage and Kitana vraćaju na zemlju (Hram Svjetla gdje se slavi njihova pobjeda
14. "Goodbye (demo)"
  1. Credits
15. "Utah Saints Take On The Theme From Mortal Kombat"
  1. Credits

## Vanjske poveznice
- www.artistdirect.com  Arhivirana inačica izvorne stranice od 30. travnja 2011. (Wayback Machine)
- www.bingeandgrab.com